# El Seibo
El Seibo ist eine Provinz im Osten der Dominikanischen Republik. Bis 1992 gehörte die Provinz zur Provinz Hato Mayor. El Seibo grenzt im Norden an den Atlantischen Ozean.

## Verwaltungsgliederung
Die Provinz setzt sich aus zwei Municipios zusammen:
- El Seibo
- Miches